# Laços interpessoais

Nós (indivíduos) e laços (conexões) nas redes sociais.

Em sociologia matemática, laços interpessoais são definidos como conexões transportadoras de informações entre as pessoas. Os laços, em geral, vêm em três variedades: forte, fraco ou ausente. Laços sociais fracos, argumenta-se, são responsáveis pela maioria das conexões e estrutura das redes sociais na sociedade, bem como a transmissão de informações através dessas redes. Especificamente, mais informação nova flui para os indivíduos através dos laços fracos, do quê através dos laços fortes. Devido a nossos amigos próximos tenderem a estar nos mesmos círculos que nós mesmos já estamos, a informação que eles recebem coincide bastante com o que já sabemos (câmara de eco). Conhecidos, por outro lado, conhecem pessoas que nós não e, assim, recebem mais informação nova.
Segundo o sociólogo estadunidense Mark Granovetter, incluem-se na definição de laços ausentes aquelas relações sem importância significativa, como cumprimentar os vizinhos, ou com um lojista visitado frequentemente. Além do mais, o fato de que duas pessoas podem se conhecer pelo nome não necessariamente qualifica a existência de um laço fraco. Se a interação destas pessoas for insignificante, o laço é ausente. A "força" de um laço interpessoal é uma combinação linear da quantidade de tempo, intensidade emocional, intimidade (ou mútuo confidenciar) e serviços recíprocos que caracterizam cada laço.